# Kateryna Stezenko
Kateryna Stezenko (ukrainisch Катерина Стеценко, engl. Transkription Kateryna Stetsenko; * 22. Januar 1982) ist eine ukrainische Marathonläuferin.
2007 gewann sie den Krakau-Marathon und wurde Vierte beim Baltimore-Marathon. Denselben Platz belegte sie im Jahr darauf beim Dublin-Marathon mit ihrer persönlichen Bestzeit von 2:31:21 h.
2009 wurde sie Achte beim Prag-Marathon und siegte in Dublin mit einer Zeit von 2:32:45.
2010 gewann sie den Hannover-Marathon in 2:31:36.
Wegen Dopings wurde Stezenko vom Weltleichtathletikverband (IAAF) vom 26. August 2011 bis 27. April 2016 disqualifiziert und für 28 Monate vom 27. April 2016 bis 26. August 2018 gesperrt.